# Carretera de voivodato 341
La carretera de voivodato 341 (en polaco droga wojewódzka nr 341) (DW341) es una carretera provincial situada en el voivodato de Baja Silesia, en Polonia, en los distritos de Trzebnica y Wołów. La carretera tiene una longitud total de 33 kilómetros, y conecta las localidades de Prawików (DW338) y Pęgów (DW342), (DW475).

## Recorrido

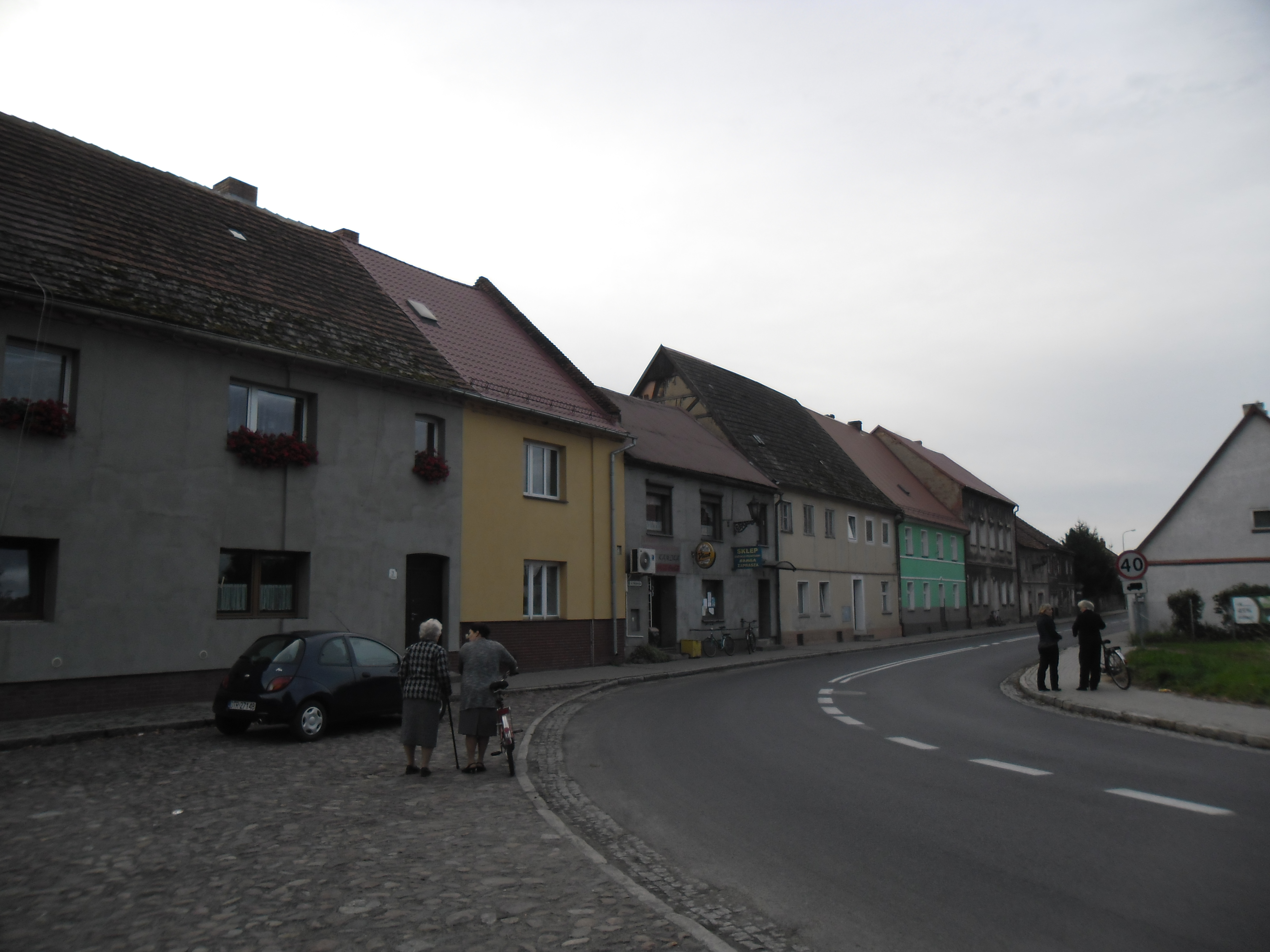
Carretera de voivodato 341 a su paso por el municipio de Uraz.

| Voivodato    | Distrito  | Localidad        | Carretera que enlaza |
| ------------ | --------- | ---------------- | -------------------- |
| Baja Silesia | Wołów     | Prawików         | DW338                |
| Baja Silesia | Wołów     | Grodzanów        | -                    |
| Baja Silesia | Wołów     | Pogalewo Wielkie | -                    |
| Baja Silesia | Wołów     | Pogalewo Małe    | -                    |
| Baja Silesia | Wołów     | Brzeg Dolny      | -                    |
| Baja Silesia | Wołów     | Stary Dwór       | -                    |
| Baja Silesia | Trzebnica | Uraz             | -                    |
| Baja Silesia | Trzebnica | Pęgów            | DW342, DW475         |